# Gerhard Schrot
Gerhard Schrot (* 19. Juni 1920 in Leipzig; † 31. Oktober 1966 in Greifswald) war ein deutscher Althistoriker.

## Leben und Werk
Gerhard Schrot legte 1938 sein Abitur ab und leistete bis 1939 seinen Reichsarbeitsdienst sowie seinen Militärdienst ab. Seit dem Ausbruch des Zweiten Weltkriegs diente Schrot als Soldat und war nach 1945 bis 1949 in sowjetischer Kriegsgefangenschaft. Schon während der Gefangenschaft besuchte er 1948/49 eine Antifa-Schule, trat 1949 in die SED ein und begann im Mai mit einer Neulehrerausbildung, die er im Oktober beendete. Nach einer kurzen Zeit als aktiver Neulehrer begann er ein Studium der Fächer Geschichte und Latein an der Universität Leipzig. Einer seiner Lehrer war Franz Altheim. 1952 legte Schrot sein Staatsexamen ab, wurde 1953 zunächst wissenschaftlicher Assistent und 1953 außerplanmäßiger wissenschaftlicher Assistent. Die Promotion erfolgte im September 1957 bei Franz Zimmermann und Franz Dornseiff mit einer Arbeit zum Thema Über die Rentabilität der römischen Landwirtschaft der ausgehenden Republik. Ab 1958 lehrte und forschte er als wissenschaftlicher Oberassistent an der Abteilung Geschichte des Altertums der Karl-Marx-Universität Leipzig und war mit der Wahrnehmung einer Dozentur am Institut für Allgemeine Geschichte daselbst beauftragt. Die Habilitation erfolgte im Juni 1963 mit Untersuchungen zur Geschichte des Handwerks im republikanischen Rom, Gutachter waren Robert Heidenreich, Sergej L. Uttschenko, Imre Trencsényi-Waldapfel und Rigobert Günther. Ein erster Anlauf der Habilitation war zuvor gescheitert, weshalb eine geplante Berufung an die Friedrich-Schiller-Universität Jena scheiterte und Detlef Lotze die Stelle bekam. Seit November 1963 bis zu seinem frühen Tod im Jahr 1966 lehrte Schrot als Dozent für Alte Geschichte an der Ernst-Moritz-Arndt-Universität Greifswald.
Mit seiner viermal aufgelegten Anleitung zum Studium der Geschichte des alten Rom hatte Schrot nachhaltigen Einfluss auf die Ausbildung der Geschichtslehrer der DDR einer ganzen Generation. Mit Rigobert Günther, H. Hahn, Gottfried Härtel und Sabine Winkler gehörte er zu einer Gruppe parteinaher Althistoriker, die sich an der  Karl-Marx-Universität Leipzig sammelten, dort schnell Karriere machten und an einem neuen althistorischen Weltbild arbeiteten. Mit seiner Sichtweise zu den antiken und orientalischen Produktionsverhältnissen, die auch Günther teilte, stand er der Sichtweise Elisabeth Charlotte Welskopfs entgegen, der inhaltliche Streit wurde recht offen ausgetragen. Beat Näf charakterisierte „Schrot als parteinahen Althistoriker der zweiten Reihe, der sich zusammen mit Wissenschaftlern mit klangvolleren Namen wie Rigobert Günther für den Kampf gegen 'bürgerliche Wissenschaft' engagierte“. Wichtigster Schüler Schrots war Hans Joachim Herrmann.